# Bomba (explosivo)

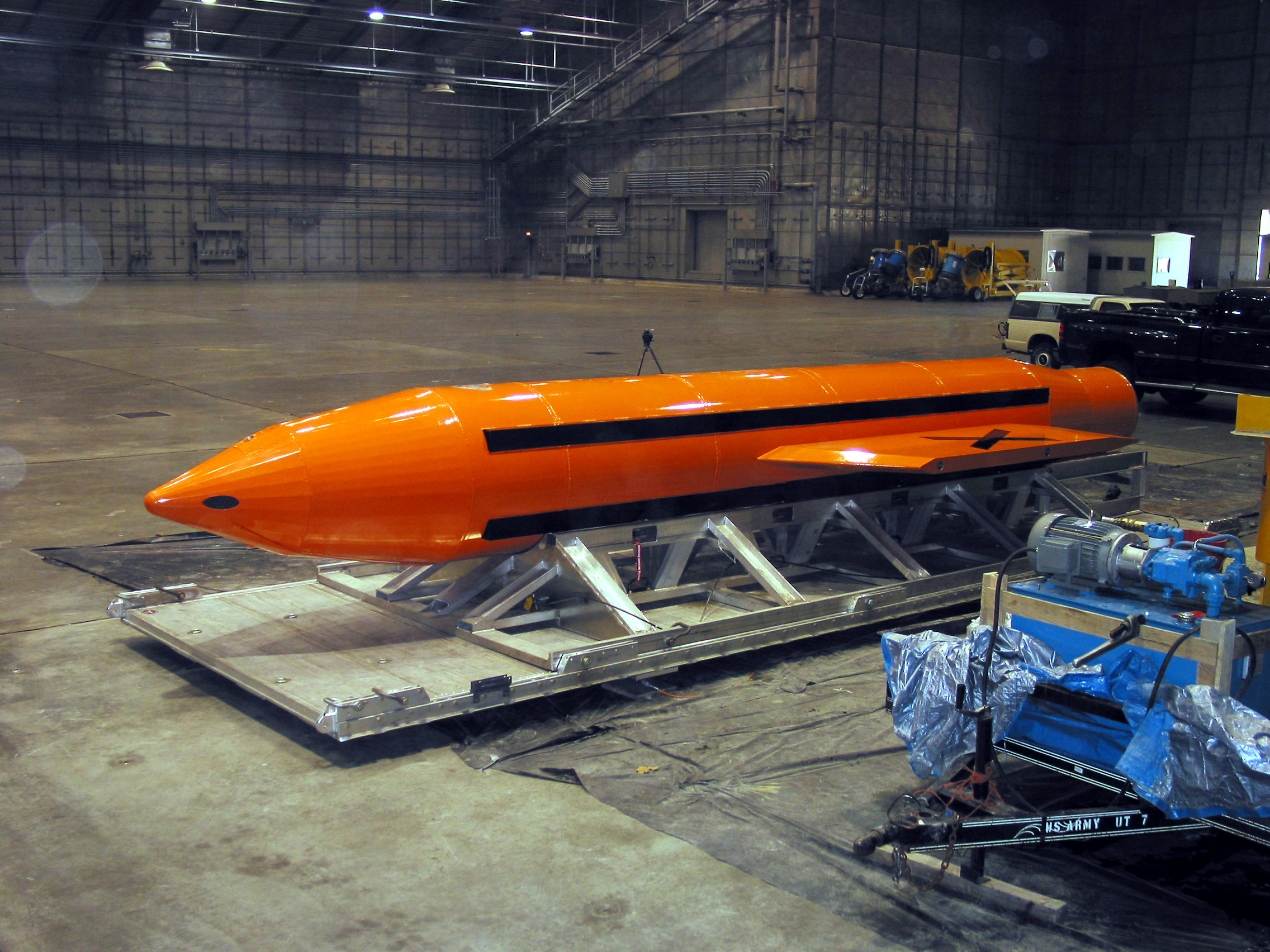
Bomba MOAB estadounidense (2003).

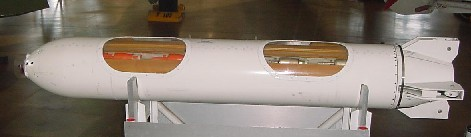
Una bomba de racimo CBU Mark 20 «Rockeye II».

Una bomba (del latín: bombus, ruido) es un arma explosiva que utiliza la reacción exotérmica de un material explosivo para generar una liberación de energía extremadamente violenta y repentina. La detonación inflige daño principalmente mediante estrés mecánico transmitido por tierra y aire, por el impacto y penetración de proyectiles dirigidos por la presión, mediante daños por presión y a través de los efectos de la propia explosión. La explosión de una bomba ha de ser controlada, por un reloj, por un control remoto, por un sensor de presión, por radar o por el contacto, entre otros.
Las bombas han sido utilizadas desde el siglo XI por la Dinastía Song en China.

## Historia

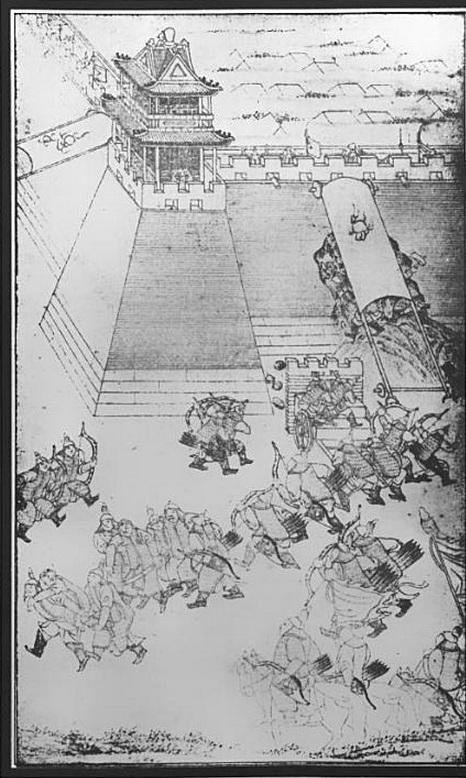
Una ilustración que representa las primeras bombas lanzadas contra las escaleras de asalto manchúes durante el asedio de Ningyuan, del libro Thai Tsu Shih Lu Thu (Registros Verdaderos del Gran Antecesor) escrito en 1635. Las bombas se conocen como "bombas de trueno".

En 1221, un ejército de Yurchen Jin utilizó bombas explosivas en el este de Asia contra una ciudad china de Song. Las bombas construidas con tubos de bambú aparecen en el siglo XI. Las bombas hechas de proyectiles de hierro fundido llenos de pólvora explosiva datan de la China del siglo XIII. El término fue acuñado para esta bomba (es decir, "bomba de trueno") durante una batalla naval de la dinastía Jin (1115-1234) de 1231 contra los mongoles.

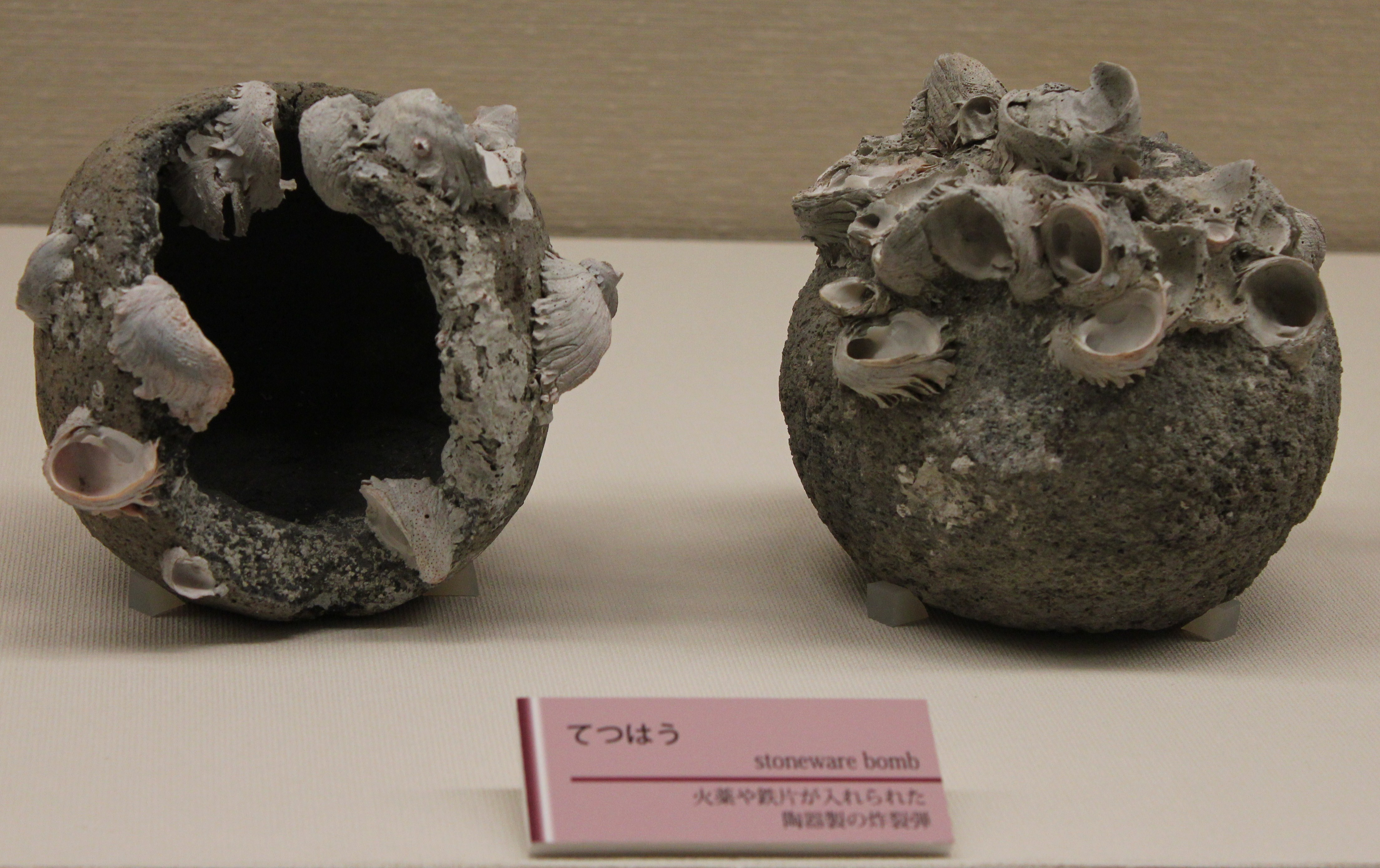
Bombas de choque de truenos de las invasiones mongoles de Japón que fueron excavadas en un naufragio cerca de Takashim, Japón.

La Historia de Jin《金 史》 (compilada por 1345) establece que en 1232, cuando el general mongol Subutai (1176-1248) descendió sobre el bastión de Jin de Kaifeng , los defensores tenían una " bomba de choque " que "consistía en pólvora poner en un recipiente de hierro ... luego cuando se encendió la mecha (y el proyectil se disparó) hubo una gran explosión cuyo ruido fue como un trueno, audible por más de treinta millas, y la vegetación fue quemada y arruinada por el calor sobre un área de más de la mitad de un mou. Cuando se golpeó, incluso la armadura de hierro estaba bastante perforada ".
El funcionario de la dinastía Song (960-1279) Li Zengbo escribió en 1257 que los arsenales deberían tener varios cientos de miles de proyectiles de bombas de hierro disponibles y que cuando él estaba en Jingzhou, se producían alrededor de uno a dos mil cada mes para el envío para Xiangyang y Yingzhou de diez a veinte mil en un tiempo. El texto Huolongjing de la dinastía Ming describe el uso de bombas de pólvora venenosas, incluida la bomba de "viento y polvo".
Durante las invasiones mongoles de Japón, los mongoles utilizaron las explosivas "bombas de trueno" contra los japoneses. La Sociedad de Arqueología Submarina de Kyushu Okinawa descubrió evidencia arqueológica de las "bombas de trueno" en un naufragio submarino frente a la costa de Japón. Las radiografías realizadas por científicos japoneses de los proyectiles excavados confirmaron que contenían pólvora.

## Onda de choque
Las ondas de choque explosivas pueden causar situaciones como desplazamiento del cuerpo (es decir, personas lanzadas por el aire), desmembramiento, hemorragia interna y rotura de tímpanos.
Las ondas de choque producidas por eventos explosivos tienen dos componentes distintos, la onda positiva y la negativa. La onda positiva empuja hacia afuera desde el punto de detonación, seguida por el espacio de vacío que se arrastra hacia el punto de origen cuando la burbuja de choque colapsa. La mayor defensa contra las lesiones por choque es la distancia de la fuente del choque. Como punto de referencia, la sobrepresión en el bombardeo de la ciudad de Oklahoma se estimó en el rango de 28 MPa.

## Calor
Una onda térmica se crea por la liberación repentina de calor causada por una explosión. Las pruebas de bombas militares han documentado temperaturas de hasta 2.480 °C. Si bien es capaz de infligir quemaduras severas a catastróficas y causar incendios secundarios, los efectos de las ondas térmicas se consideran muy limitados en comparación con el impacto y la fragmentación. Sin embargo, esta regla ha sido desafiada por el desarrollo militar de armas termobárica , que emplean una combinación de efectos negativos de ondas de choque y temperaturas extremas para incinerar objetos dentro del radio de explosión. Esto sería fatal para los humanos, como han demostrado las pruebas de bombas.

## Fragmentación

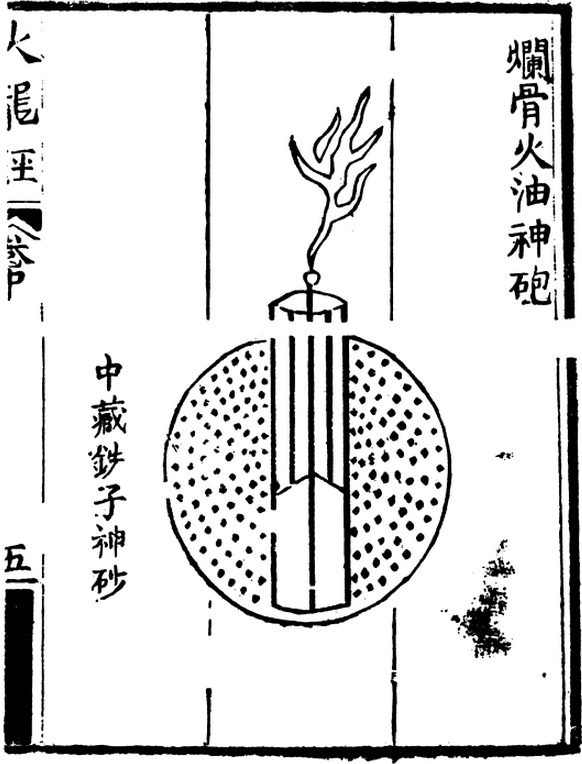
Una ilustración de una bomba de fragmentación del texto Huolongjing de la dinastía Ming del. Los puntos negros representan bolitas de hierro.

La fragmentación se produce por la aceleración de piezas rotas de la carcasa de la bomba y los objetos físicos adyacentes. El uso de fragmentación en bombas data del siglo XIV y aparece en el texto Huolongjing de la dinastía Ming. Las bombas de fragmentación se llenaban de bolitas de hierro y trozos de porcelana rota. Una vez que la bomba explota, los fragmentos resultantes son capaces de perforar la piel y cegar a los soldados enemigos.
Aunque convencionalmente se ve como pequeños fragmentos de metal que se mueven a velocidades supersónicas e hipersónicas, la fragmentación puede ocurrir en proporciones épicas y viajar a grandes distancias. Cuando el SS Grandcamp explotó en el desastre de la ciudad de Texas el 16 de abril de 1947, un fragmento de esa explosión fue un ancla de dos toneladas que fue lanzada casi tres kilómetros tierra adentro para incrustarse en el estacionamiento de la refinería Pan American.

## Tipos de bombas
- Bombas convencionales.
- Bombas dispersivas, llenas de submuniciones.
- Bombas NBQ (Nuclear/BioQuímico). Las bombas nucleares dependen de una reacción de fusión nuclear o de fisión nuclear.

Hay que distinguir también entre bombas caseras y bombas fabricadas en serie. Las últimas se fabrican en masa y siguen unos estándares en sus componentes. Las bombas caseras usan distintos tipos de explosivos y detonadores, también se les llama explosivos improvisados.
Actualmente la bomba más destructiva es la bomba de hidrógeno (bomba termonuclear), seguida de la bomba atómica.

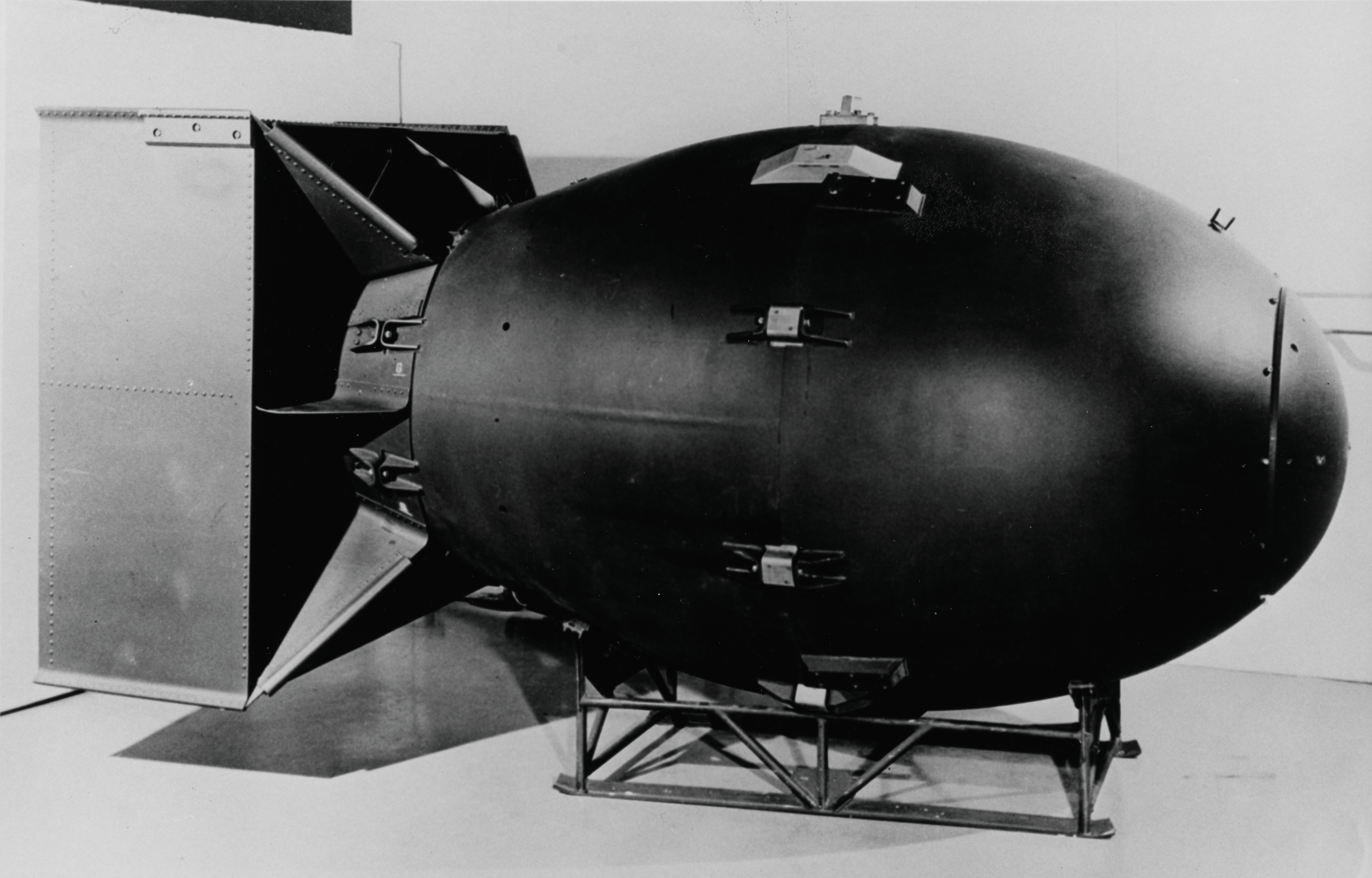
Bomba Fat Man lanzada sobre Nagasaki.

Los expertos suelen distinguir entre bombas civiles y militares. Las últimas son casi siempre armas producidas en masa, desarrolladas y construidas con un diseño estándar a partir de componentes estándar y destinadas a ser desplegadas en un dispositivo explosivo estándar. Los IED se dividen en tres categorías básicas por tamaño básico y entrega. Tipo 76, los artefactos explosivos improvisados son bombas para paquetes o maletas que se llevan a mano, el tipo 80 son "chalecos suicidas" que lleva un bombardero, y los dispositivos tipo 3 son vehículos cargados con explosivos que actúan como bombas estacionarias o autopropulsadas a gran escala, también conocidas como VBIED (IED transportados por vehículos). 
Tipos de bombas militares
- BLU = Bomb Live Unit, unidad de bomba viva.
- GBU = Guided Bomb Unit, unidad de bomba dirigida.
- LGB = Laser Guided Bomb, bomba guiada por láser.

Los materiales explosivos improvisados suelen ser inestables y están sujetos a detonaciones espontáneas e involuntarias provocadas por una amplia gama de efectos ambientales, que van desde el impacto y la fricción hasta las descargas electrostáticas. Incluso los movimientos sutiles , los cambios de temperatura o el uso cercano de teléfonos móviles o radios pueden provocar un dispositivo inestable o controlado a distancia. Cualquier interacción con materiales o dispositivos explosivos por parte de personal no calificado debe considerarse un riesgo grave e inmediato de muerte o lesiones graves. La respuesta más segura para encontrar un objeto que se cree que es un artefacto explosivo es alejarse lo más posible de él.
Las bombas atómicas se basan en la teoría de la fisión nuclear , que cuando un gran átomo se divide, libera una enorme cantidad de energía. Las armas termonucleares (conocidas coloquialmente como "bombas de hidrógeno") utilizan la energía de una explosión de fisión inicial para crear una explosión de fusión aún más poderosa.
El término bomba sucia se refiere a un dispositivo especializado que se basa en un rendimiento explosivo comparativamente bajo para esparcir material dañino en un área amplia. Más comúnmente asociadas con materiales radiológicos o químicos, las bombas sucias buscan matar o herir y luego negar el acceso a un área contaminada hasta que se pueda lograr una limpieza completa. En el caso de entornos urbanos, esta limpieza puede llevar mucho tiempo, haciendo que la zona contaminada sea prácticamente inhabitable en el ínterin.
El poder de las bombas grandes se mide típicamente en kilotones (kt) o megatones de TNT (Mt) . Las bombas más poderosas jamás utilizadas en combate fueron las dos bombas atómicas lanzadas por los Estados Unidos para atacar Hiroshima y Nagasaki , y la más poderosa jamás probada fue la Tsar Bomba. La bomba más potente no nuclear es Rusia " padre de todas las bombas " (oficialmente Aviación Thermobaric bomba de aumento de potencia (ATBIP)) [13] seguido por la Fuerza Aérea de Estados Unidos 's MOAB (oficialmente Massive Ordnance chorro de aire, o más comúnmente conocida como la "Madre de todas las bombas").
A continuación se muestra una lista de cinco tipos diferentes de bombas basadas en el mecanismo explosivo fundamental que emplean.

## Lanzamiento

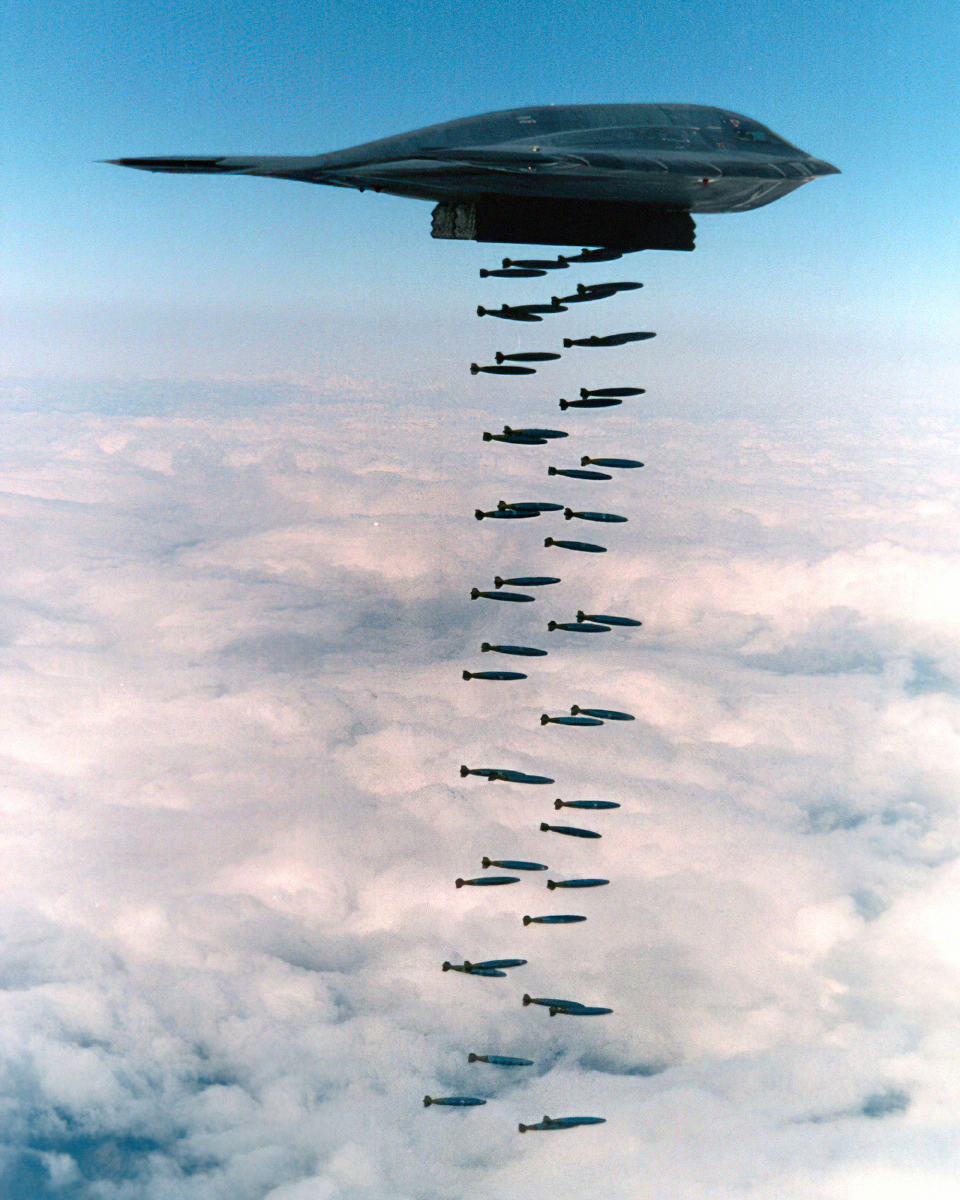
Un B-2 Spirit lanza cuarenta y siete bombas clase Mark 82 de 230 kg (poco más de la mitad de la carga útil total máxima de artillería de un B-2) en un ejercicio de fuego real de 1994 en California.

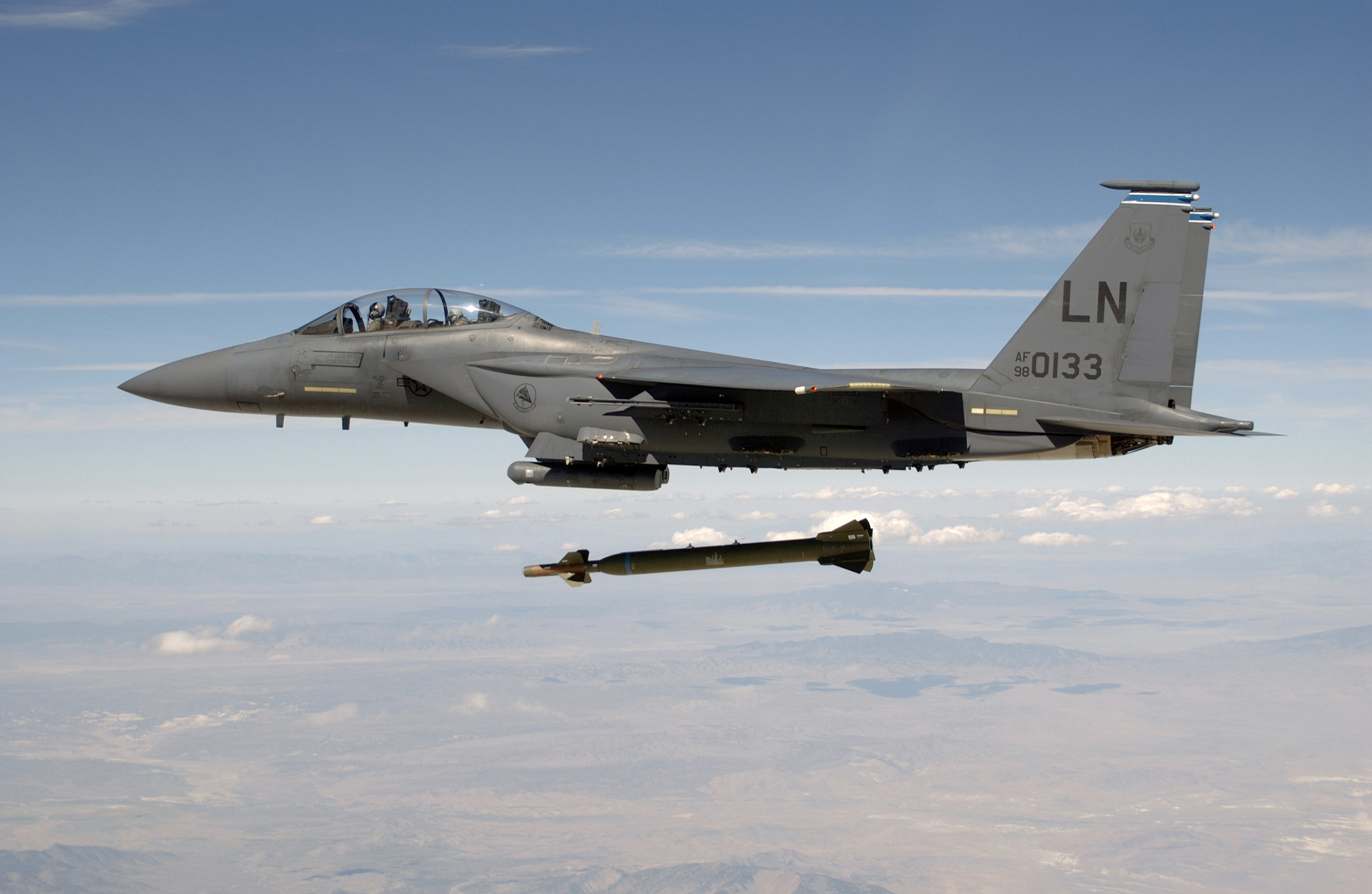
Un F-15E Strike Eagle liberando una bomba de 2,300 kg GBU-28 "Bunker Buster" durante una prueba.

Las primeras bombas lanzadas desde el aire fueron utilizadas por los austriacos en el asedio de Venecia de 1849. Doscientos globos no tripulados llevaban pequeñas bombas, aunque pocas bombas alcanzaron la ciudad.
El primer bombardeo desde un avión de ala fija tuvo lugar en 1911 cuando los italianos lanzaron bombas a mano sobre las líneas turcas en lo que hoy es Libia, durante la guerra ítalo-turca. El primer lanzamiento de bombas a gran escala tuvo lugar durante la Primera Guerra Mundial a partir de 1915 con las incursiones del dirigible alemán Zeppelin en Londres, Inglaterra, y la misma guerra vio la invención de los primeros bombarderos pesados. Una incursión de Zeppelin el 8 de septiembre de 1915 arrojó 1.800 kg de explosivos de alto rendimiento y bombas incendiarias, incluida una bomba que pesaba 270 kg.

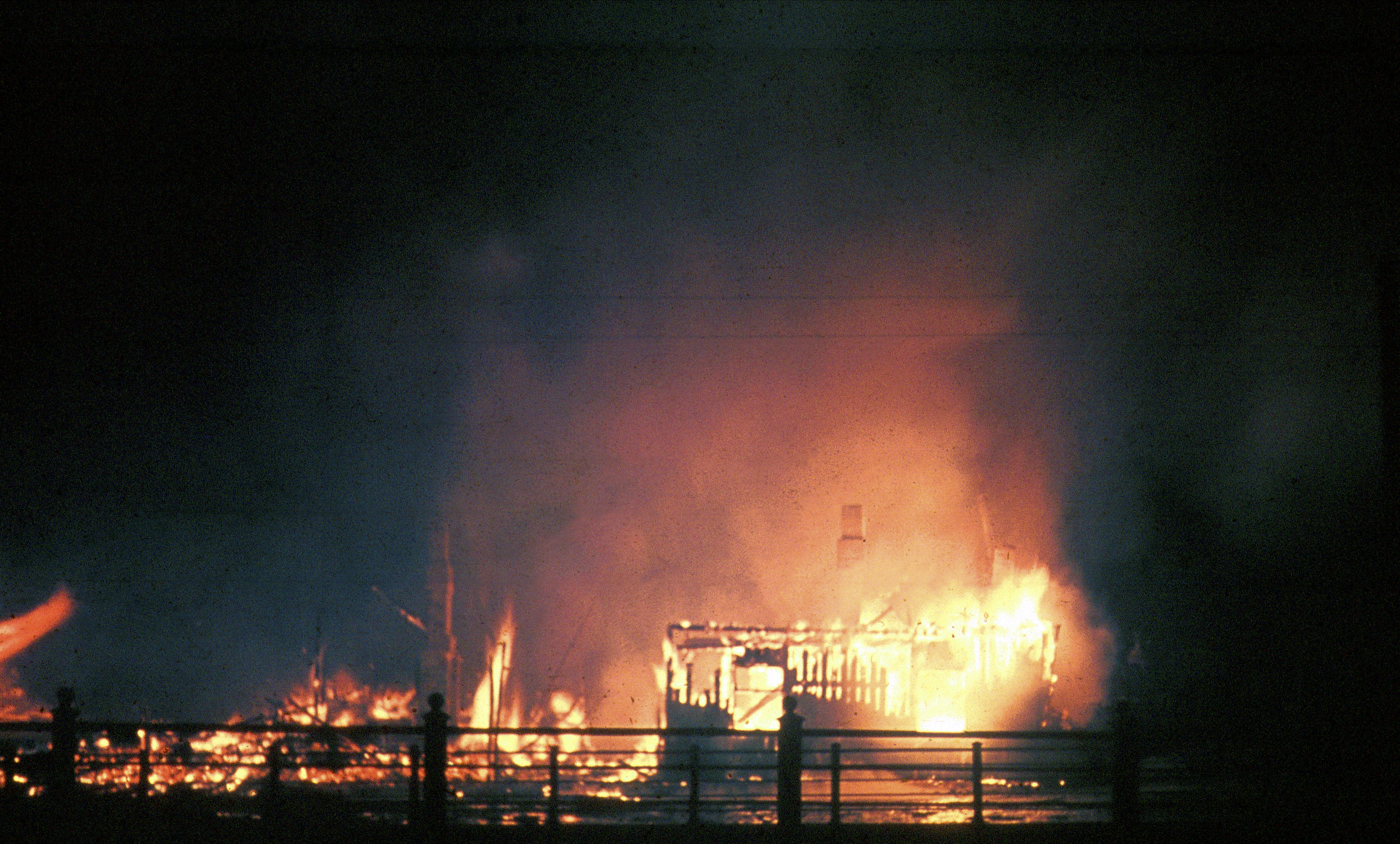
Destrucción causada por bombardeo soviético durante la Guerra de Continuación en Helsinki, Finlandia, la noche del 6 al 7 de febrero de 1944..

Durante la Segunda Guerra Mundial, los bombardeos se convirtieron en una característica militar importante y se introdujeron varios métodos novedosos de entrega. Estos incluyeron la bomba de rebote de Barnes Wallis, diseñada para rebotar en el agua, evitando las redes de torpedos y otras defensas submarinas, hasta que llegara a una presa, barco u otro destino, donde se hundiría y explotaría. Al final de la guerra, aviones como el Avro Lancaster de las fuerzas aliadas lanzaban con 46 m de precisión desde 6.100 m, bombas sísmicas de diez toneladas (también inventadas por Barnes Wallis) llamadas "Grand Slam", que, inusualmente para la época, se lanzaron desde gran altura para ganar velocidad y, en caso de impacto, penetrarían y explotarían a gran profundidad ("camuflaje"), causando cavernas o cráteres masivos y afectando objetivos demasiado grandes o difícil ser afectado por otros tipos de bombas.
Los aviones bombarderos militares modernos están diseñados alrededor de una bahía de bombas interna de gran capacidad , mientras que los cazabombarderos suelen llevar bombas externamente en pilones o bastidores de bombas o en múltiples bastidores de expulsión que permiten montar varias bombas en un solo pilón. Algunas bombas están equipadas con un paracaídas, como la Segunda Guerra Mundial "parafrag" (un máximo de 11 kg de bombas de fragmentación), las de guerra de Vietnam -era bombas rasantes y las bombas de algunas modernas bombas de racimo. Los paracaídas ralentizan el descenso de la bomba, lo que le da tiempo al avión que cae para llegar a una distancia segura de la explosión. Esto es especialmente importante con las armas nucleares de explosión (especialmente los lanzados desde aviones más lentos o con rendimientos muy altos), y en situaciones en las que el avión lanza una bomba a baja altura. Varias bombas modernas también son municiones guiadas con precisión y pueden guiarse después de dejar un avión por control remoto o por guía autónoma.
Las aeronaves también pueden lanzar bombas en forma de ojivas sobre misiles guiados, como misiles de crucero de largo alcance, que también pueden lanzarse desde buques de guerra.
Se lanza una granada de mano. Las granadas también se pueden proyectar por otros medios, como lanzándose desde la boca de un rifle (como en la granada de rifle ), usando un lanzagranadas (como el M203 ), o conectando un cohete a la granada explosiva (como en una granada propulsada por cohete (RPG)).
Una bomba también puede colocarse de antemano y ocultarse.
Una bomba que destruye una vía férrea justo antes de que llegue un tren generalmente hará que el tren se descarrile . Además de los daños a vehículos y personas, una bomba que explota en una red de transporte a menudo daña, y en ocasiones está destinada principalmente a dañar, la red en sí. Esto se aplica a los ferrocarriles, puentes, pistas de aterrizaje y puertos y, en menor medida (según las circunstancias), a las carreteras.
En el caso de un atentado suicida, el atacante suele llevar la bomba sobre su cuerpo o en un vehículo que se dirige hacia el objetivo.
Se planeó que las minas nucleares Blue Peacock , que también se denominaban "bombas", se colocarían durante la guerra y se construirían de tal manera que, si se las perturbaba, explotarían en diez segundos.
La explosión de una bomba puede ser provocada por un detonador o una mecha. Los detonadores se activan mediante relojes, mandos a distancia como teléfonos móviles o algún tipo de sensor, como presión (altitud), radar , vibración o contacto. Los detonadores varían en la forma en que funcionan, pueden ser eléctricos, detonadores iniciados por espoleta de fuego o por explosión y otros.